# Periastron
Periastron (grč. peri: blizu + ἀστήρ ili ἄστρον: zvijezda), točka na eliptičnoj stazi zvijezde u dvojnome sustavu koja je najbliža središtu mase i drugoj zvijezdi.

## Apsida
Apsida (kasnolat. absida, apsida < grč. ἀψίς, genitiv ἀψῖδος: obruč, luk) u astronomiji je najbliža i najdalja točka (ili gornji i donji apsis) putanje nekog tijela u gibanju oko središnjega tijela, odnosno oko središta gravitacijskoga privlačenja. Kod planetskih su putanja apside perihel i afel, kod Mjesečeve putanje perigej i apogej, a kod putanja dvojnih zvijezda periaster i apoaster. Apsidna linija spaja apside; ako je putanja eliptična apsidna linija poklapa se s velikom osi.

## Problem dvaju tijela
Problem dvaju tijela, ili točnije rečeno gravitacijski problem dvaju tijela, osnova je nebeske mehanike. Primjenjuje se kod gibanja planeta oko Sunca, gibanja prirodnih satelita, te dvojnih zvijezda. Kod proučavanja Newtonovog zakona gravitacije (opći zakon gravitacije) prešutno se drži da je masa satelita zanemariva u odnosu na masu središnjeg tijela (m ≪ M). Takvo gibanje možemo razmatrati kao problem jednog tijela, a njegovo tumačenje je, svakako, najjednostavnije. Pretpostavka nije ispunjena već u sustavu Zemlje i Mjeseca. Iako Mjesec ima 81 put manju masu nego Zemlja, njegov je utjecaj na gibanje Zemlje oko Sunca mjerljiv. Problem dvaju tijela je znači proučavanje gibanja u sustavu dvaju tijela ako omjer njihovih masa nije beskonačan ili jednak nuli. Kod problema dvaju tijela točno vrijede Keplerovi zakoni.
Problem triju tijela u nebeskoj mehanici, za razliku od problema dvaju tijela, nema opće analitičko rješenje. Restringirani (ograničeni) oblik problema razmatra gibanje triju tijela, s time da je treće tijelo točkasto i bez mase. Za treće je tijelo Joseph-Louis Lagrange našao da može neporemećeno opstati u sustavu, na položaju 5 točaka u ravnini u kojoj se sva tijela gibaju (Lagrangeove točke). Potvrda je toga postojanje planetoida Trojanaca, koji se nalaze na Jupiterovoj stazi, 60° ispred i iza Jupitera, a slično se ponašaju i neki planetni sateliti. Kako u Sunčevu sustavu ima mnogo tijela, ustanovljeno je da je staza svakoga tijela poremećena ostalim tijelima, i to tim jače što je tijelo manje mase. Zato su Keplerovi zakoni samo približni. Otkloni su maleni jedino zbog toga što su i mase svih tijela mnogo manje od Sunčeve. Nakon Isaaca Newtona, nebeska mehanika razvijala se u matematičkoj obradbi poremećaja (perturbacija), kao otklona od matematičkoga rješenja problema dvaju tijela, što zapravo znači otklon od elipse. Budući da su poremećaji mali, rabi se elipsa kojoj se parametri postupno mijenjaju; trenutačna se elipsa naziva oskulirajućom. Diferencijalne jednadžbe koje izražavaju vremenske promjene svih parametara elipse izveo je Joseph-Louis Lagrange (Lagrangeove planetarne jednadžbe); one su točne (egzaktne), ali mogu se riješiti jedino numerički, uzastopnim približenjima (sukcesivnim aproksimacijama), i to za ograničeno vremensko razdoblje.

## Poveznice
- Afel
- Apoaster
- Apogej
- Apsida (astronomija)
- Perigej
- Perihel
- Periapsis
- Prvi Keplerov zakon